# Rosenvand
Rosenvand blev tidligere betegnet som et biprodukt ved produktionen af rosenolie, men det betegnes nu som et samprodukt (flere ønskede produkter opnås ved samme produktion).
Rosenvand laves typisk af den oliebærende rose Rosa damascena, men flere andre arter kan ligeledes anvendes. Ved produktionen flyder rosenolien øverst, mens rosenvandet ligger på bunden.
Rosenvand har mange gode egenskaber, bl.a beroligger det huden, det virker mod uren hud mm.[kilde mangler] Rosenvand bruges i mellemøstlige desserter, bl.a. i den kendte tyrkisk delight - og nogle marcipaner - ligesom det tidligere blev benyttet i små mængder som smagsstof i glasur til rosenbrød, som fik navn af denne glasur.